# Низин
Низи́н — полипептидный лантибиотик, образуемый микроорганизмом Streptococcus lactis. Первые описания о подавляющих свойствах низина появились в 1944 году. С середины XX века вещество стало использоваться как пищевой консервант с номером Е234. Низин содержится в сыром молоке и считается безвредным для здоровых людей, поскольку считается, что он расщепляется пищеварительными ферментами за короткое время.

## Свойства
В то время как бактериоцины ингибируют только близкородственные виды, низин является редким исключением с «широким спектром действия» и эффективен против многих грамположительных организмов, включая молочнокислые бактерии, Listeria monocytogenes (известный патоген), Staphylococcus aureus, Bacillus cereus, Clostridium botulinum и т. д. Особенно низин эффективен против спор. Грамотрицательные бактерии защищены своей внешней мембраной, но могут стать восприимчивыми к действию низина после теплового шока или в сочетании с хелатором ЭДТА. При использовании в сочетании с ЭДТА низин обладает способностью ингибировать E. coli и Salmonella enterica. Низин, как бактериоцин класса I, очень стабилен при кислых значениях рН и более термостабилен при более низких значениях рН. Способ действия низина против патогенов, таких как L. monocytogenes, заключается в рассеивании мембранного потенциала и градиента рН. Низин снижает жизнеспособность клеток рака молочной железы (MCF-7).
Низин растворим в воде и может быть эффективен при концентрациях, близких к диапазону одной частицы на миллиард. Концентрацию низина можно измерить с помощью различных методов, таких как хроматография или биоанализом диффузии.

## Применение

### Пищевая промышленность
Низин используется как консервант с номером E234 в плавленых сырах, мясе, напитках, хлебобулочных изделиях во время производства, чтобы продлить срок годности за счёт подавления размножения патогенных бактерий. Примечательно то, что пищевой консервант способен сохранять свои отличительные противомикробные характеристики даже под воздействием высокой температуры. Также низин имеет устойчивость к кислым средам.

### Другое использование
Благодаря природному избирательному спектру действия, низин также используется в качестве селективного агента в микробиологических средах для выделения грамотрицательных бактерий, дрожжей и плесени.
Низин также используется для упаковок пищевых продуктов и может служить консервантом путём контролируемого высвобождения на поверхность пищевых продуктов из полимерной упаковки.
Низин используется в медицине, а также в ветеринарии в качестве антибиотика.
В сочетании с миконазолом он изучался как возможное средство для лечения инфекций, вызванных Clostridium difficile.

## Безопасность
На данный момент низин признан безопасной пищевой добавкой регулирующими пищевыми агентствами в более чем 50 странах мира.
Управление по санитарному надзору за качеством пищевых продуктов и медикаментов (FDA) считает низин «общепризнанным безопасным» (GRAS) в качестве пищевой добавки в продуктах питания при условии содержания низина не более 250 мг/кг продукта. Низин указан в Постановлении Комиссии (ЕС) № 231/2012 в качестве разрешённой безопасной пищевой добавки и отнесён к категории «Добавки, отличные от красителей и подсластителей». В 2013 году Объединённый экспертный комитет ФАО/ВОЗ по пищевым добавкам (JECFA) установил допустимое суточное потребление низина в количестве 2 мг/кг массы тела, в то время как, согласно данным Европейского агентства по безопасности пищевых продуктов (EFSA), ого составляет 1 мг/кг массы тела. В любом случае, реальное потребление низина как пищевой добавки по расчётам EFSA значительно ниже безопасных установленных значений.
Имеются данные, что низин может уменьшить симптомы аллергии, вызванных химическим консервантом и может принести пользу людям с колоректальным раком.